# Козинська селищна рада
Кози́нська се́лищна ра́да — адміністративно-територіальна одиниця та орган місцевого самоврядування в Обухівському районі Київської області. Адміністративний центр — селище міського типу Козин.

## Загальні відомості
Козинська селищна рада утворена в 1923 році.
- Територія ради: 189,4 км²
- Населення ради: 3374 особи (станом на 2001 рік)
- Територією ради протікає річка Козинка

## Населені пункти
Селищній раді підпорядковані населені пункти:
- смт Козин

## Склад ради
Рада складається з 20 депутатів та голови.
- Голова ради: Гартік Валерій Володимирович
- Секретар ради: Черванчук Тетяна Григорівна

### Керівний склад попередніх скликань
| Прізвище, ім'я, по батькові  | Основні відомості                                                | Дата обрання | Дата звільнення |
| ---------------------------- | ---------------------------------------------------------------- | ------------ | --------------- |
| Гартік Валерій Володимирович | Селищний голова, 1969 року народження, освіта вища, безпартійний | 31.10.2010   |                 |

Примітка: таблиця складена за даними сайту Верховної Ради України

### Депутати
За результатами місцевих виборів 2010 року депутатами ради стали:

#### За суб'єктами висування
| Суб'єкт висування                                   | Кількість обраних депутатів | %  |
| --------------------------------------------------- | --------------------------- | -- |
| Самовисування                                       | 19                          | 95 |
| Політична партія Всеукраїнське об'єднання «Свобода» | 1                           | 5  |

#### За округами
| № округу                                            | Прізвище, ім'я, по батькові      | Дата визнання обраним | Освіта             | Партійна приналежність                    | Відомості про обраного депутата                   |
| --------------------------------------------------- | -------------------------------- | --------------------- | ------------------ | ----------------------------------------- | ------------------------------------------------- |
| Політична партія Всеукраїнське об'єднання «Свобода» |                                  |                       |                    |                                           |                                                   |
| 8                                                   | Тимченко Станіслав Володимирович | 04.11.2010            | вища               | член Всеукраїнського об'єднання «Свобода» | приватний підприємець, директор                   |
| Самовисування                                       |                                  |                       |                    |                                           |                                                   |
| 1                                                   | Чиженко Людмила Миколаївна       | 04.11.2010            | середня спеціальна | позапартійна                              | Козинська відділення зв'язку, начальник           |
| 2                                                   | Тимченко Руслан Петрович         | 04.11.2010            | вища               | позапартійний                             | ТОВ «Добробут-2008», доректор                     |
| 3                                                   | Тимченко Олег Григорович         | 04.11.2010            | середня            | позапартійний                             | ОСББ «Михайлівський», технік                      |
| 4                                                   | Черванчук Тетяна Григорівна      | 04.11.2010            | середня спеціальна | позапартійна                              | Козинська медамбулаторія, медична сестра          |
| 5                                                   | Погребний Олексій Вікторович     | 04.11.2010            | середня            | позапартійний                             | ТОВ «ММЯ», директор                               |
| 6                                                   | Губенко Володимир Васильович     | 04.11.2010            | середня            | член Соціал-демократичної партії України  | пенсіонер                                         |
| 7                                                   | Колінченко Василь Григорович     | 04.11.2010            | середня            | член Соціал-демократичної партії України  | пенсіонер                                         |
| 9                                                   | Ярош Олександр Миколайович       | 04.11.2010            | середня            | позапартійний                             | тимчасово не працює                               |
| 10                                                  | Жарко Володимир Вікторович       | 04.11.2010            | середня спеціальна | позапартійний                             | Київське містобудівне управління № 3, охоронець   |
| 11                                                  | Копил Ларіса Вікторівна          | 04.11.2010            | вища               | позапартійна                              | ДС «Озерний», головний лікар                      |
| 12                                                  | Бутенко Світлана Олексіївна      | 04.11.2010            | вища               | позапартійна                              | пенсіонер                                         |
| 13                                                  | Трохимець Василь Петрович        | 04.11.2010            | середня            | позапартійний                             | Козинська селищна рада, водій                     |
| 14                                                  | Колінченко Василь Павлович       | 04.11.2010            | середня            | позапартійний                             | тимчасово не працює                               |
| 15                                                  | Панасюк Валерїй Іванович         | 04.11.2010            | вища               | позапартійний                             | СБУ, співробітник                                 |
| 16                                                  | Тимченко Сергій Григорович       | 04.11.2010            | середня            | позапартійний                             | ТОВ «ВіДі груп», водій                            |
| 17                                                  | Гартік Михайло Володимирович     | 04.11.2010            | середня            | позапартійний                             | ТОВ «Агробудівник», водій                         |
| 18                                                  | Поліщук Петро Анатолійович       | 04.11.2010            | середня            | позапартійний                             | ТОВ «Зернопром», електрик                         |
| 19                                                  | Малоокий Віталій Анатолійович    | 04.11.2010            | вища               | позапартійний                             | Козинська селищна рада, спеціаліст із землеустрою |
| 20                                                  | Токар Олексій Миколайович        | 04.11.2010            | середня            | член Соціал-демократичної партії України  | пенсіонер                                         |